# الحناة (مسورة)

تعديل مصدري - تعديل

الحناة هي إحدى قرى عزلة الطرثور بمديرية مسورة التابعة لمحافظة البيضاء، بلغ تعداد سكانها 89 نسمة حسب تعداد اليمن لعام 2004.